# Jesyl
Jesyl (hist. Iszym; kaz. Есіл; ros. Есиль = Jesil) – miasto w północnym Kazachstanie, w obwodzie akmolskim. Na początku 2021 roku liczyło 10 236 mieszkańców. Ośrodek przemysłu spożywczego.